# Старая Сербия

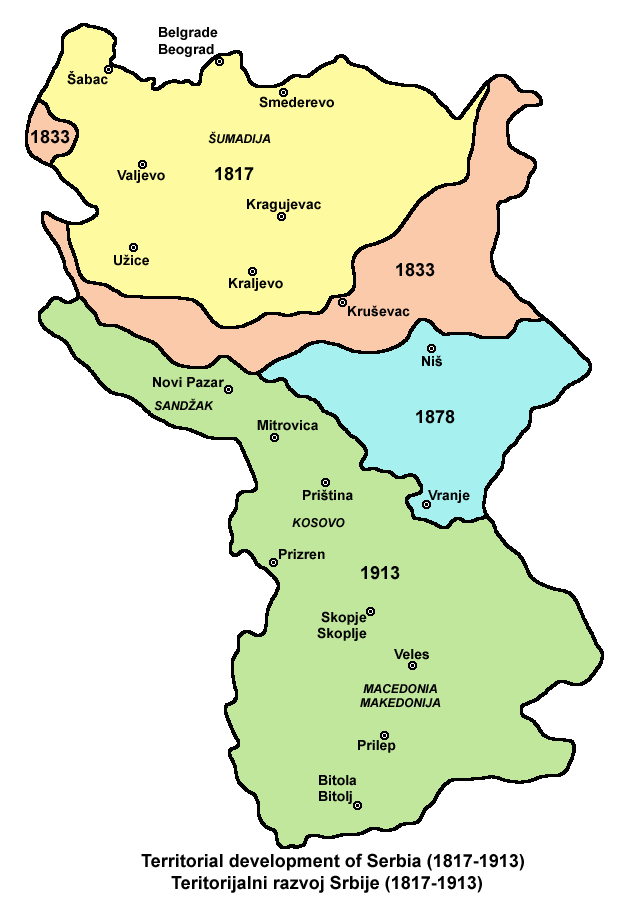
Старая Сербия (1913)

Старая Сербия (серб. Стара Србија) — исторический термин, широко распространённый в сербской, дореволюционной русской и европейской историографии. Впервые был, вероятнее всего, сформулирован Вуком Ст. Караджичем в 1810—1820-е гг.
Этим термином принято обозначать территорию средневекового сербского государства периода династии Неманичей (конец XII—XIV в.), которая не вошла в состав автономного сербского княжества при его создании в 1812—1833 гг.
В сербской культурной традиции термин «Старая Сербия» имеет яркую политическую окраску, поскольку на протяжении всего XIX столетия с помощью него очерчивали ту территорию, которую Сербия должна рано или поздно освободить от власти Османской империи.
По итогам Берлинского мира 1878 г. Сербия получила северные районы Старой Сербии, однако большая часть её территории, включая Косово, Метохию, Санджак и Вардарскую Македонию, оставалась под властью Порты вплоть до Первой балканской войны 1912 г. При этом юго-западные и частично даже центральные районы Старой Сербии (например, Печ и Дечани) отошли в 1912 г. к союзной Черногории.
Впоследствии в рамках Королевства СХС (Югославии) и СФР Югославии внутренние границы региона неоднократно менялись, и в итоге территория Старой Сербии была разделена между республиками Сербия и Македония. При этом, одни из ключевых с точки зрения историко-культурного значения районов Старой Сербии были объединены в автономный край Косово и Метохия в составе Сербии.
После распада СФРЮ, повлёкшего создание в 1992 г. независимого македонского государства, а также после фактического отделения в феврале 2008 г. Косова и Метохии, 2/3 территории Старой Сербии вновь оказалась де-факто за границами современного сербского государства.
Следует также отметить, что некоторые районы Старой Сербии, не удалось присоединить к Сербии и в период её наибольшего территориального расширения в 1918—1991 гг. Это относится, в частности, к Шкодеру, который, по решению Лондонской конференции великих держав, в 1913 г. был передан Албании, а также к бо́льшей части исторической Македонии, которая в 1913 г. была закреплена за Грецией.